# Cédric Amissi
Cédric Amissi (* 20. März 1990 in Bujumbura) ist ein burundischer Fußballspieler auf der Position eines Mittelfeldspielers. Er spielte in Burundi, Ruanda, Mosambik, Portugal und in Saudi-Arabien sowie für die burundische Fußballnationalmannschaft.

## Karriere

### Verein
Seine Karriere auf Vereinsebene begann Amissi in Burundi bei Prince Louis FC, für den er bis 2012 auflief. Im August 2012 wechselte er nach Ruanda zu Rayon Sports, bei dem er zum Torjäger und Fanliebling avancierte. Nach dem Gewinn der ruandischen Meisterschaft 2013 wechselte er im Januar 2014 nach Mosambik zum Chibuto FC, für den er bis 2016 die Schuhe schnürte. Nach einer kurzen Station beim damaligen Zweitligisten União Madeira in Portugal schloss sich Amissi 2017 Al-Taawoun in Saudi-Arabien an.

### Nationalmannschaft
Sein Debüt für die burundische Fußballnationalmannschaft gab er am 2. Dezember 2009 im Spiel gegen Uganda. Er nahm an mehreren Ausgaben des CECAFA-Cup teil und absolvierte bisher 55 A-Länderspiele, in denen ihm zehn Tore gelangen. Er ist hinter Abdul Karim Nizigiyimana der Spieler mit den zweitmeisten Einsätzen für die burundische Fußballnationalmannschaft.